# Ян Копіц
Ян Копіц (чеськ. Jan Kopic, нар. 4 червня 1990, Їглава, Чехословаччина) — чеський футболіст, півзахисник клубу «Вікторія» (Пльзень) та національної збірної Чехії. Молодший брат футболіста Мілана Копіца.

## Клубна кар'єра
Народився 4 червня 1990 року. Вихованець футбольної школи клубу «Височина». Дорослу футбольну кар'єру розпочав 2010 року в основній команді того ж клубу, в якій провів один сезон, взявши участь у 12 матчах чемпіонату. 
2010 року на правах оренди грав в команді клубу «Зеніт» (Часлав).
Своєю грою за останню команду привернув увагу представників тренерського штабу клубу «Яблонець», до складу якого приєднався 2011 року. Відіграв за команду з Яблонця-над-Нісою наступні чотири сезони своєї ігрової кар'єри. Більшість часу, проведеного у складі «Яблонця», був основним гравцем команди.
До складу клубу «Вікторія» (Пльзень) приєднався 2015 року. Станом на 14 квітня 2018 року відіграв за пльзенську команду 100 матчів в національному чемпіонаті.

## Виступи за збірні
Протягом 2011–2012 років залучався до складу молодіжної збірної Чехії. На молодіжному рівні зіграв у 12 офіційних матчах.
2014 року дебютував в офіційних матчах у складі національної збірної Чехії.

## Титули і досягнення
- Чемпіон Чехії (3):

«Вікторія» (Пльзень): 2015-16, 2017-18, 2021-22
- Володар Суперкубка Чехії (2):

«Яблонець»: 2013
«Вікторія» (Пльзень): 2015
- Володар Кубка Чехії (1):

«Яблонець»: 2012-13